# Cécile Hane
Cécile Hane (ur. 8 października 1987) – senegalska judoczka. Olimpijka z Pekinu 2008, gdzie zajęła osiemnaste miejsce, w wadze półśredniej.
Piąta na igrzyskach afrykańskich w 2007 roku.

## Letnie Igrzyska Olimpijskie 2008
| Konkurencja | Eliminacje           | Klas. końcowa |
| Konkurencja | Przeciwnik 1         | Miejsce       |
| ----------- | -------------------- | ------------- |
| -63 kg      | Ysis Barreto (VEN) P | 18.           |